# ریکاردو هورتا
ریکاردو خورخه لوز هورتا یا به اختصار ریکاردو هورتا (انگلیسی: Ricardo Horta؛ زادهٔ ۱۵ سپتامبر ۱۹۹۴) بازیکن فوتبال اهل پرتغال است.
از باشگاه‌هایی که در آن بازی کرده‌است می‌توان به باشگاه فوتبال مالاگا و باشگاه فوتبال ویتوریا ستوبال اشاره کرد.
وی همچنین در تیم‌های ملی فوتبال زیر ۱۹ سال پرتغال، زیر ۲۰ سال پرتغال، زیر ۲۱ سال پرتغال، زیر ۲۳ سال پرتغال، و پرتغال بازی کرده‌است.

## زندگی شخصی
ریکاردو برادر بزرگ‌تر دیگر بازیکن براگا، آندره هورتا است.